# Lion Layered Interface for ONtology access
Lion Layered Interface for ONtology access es un repositorio de ontologías que permite acceder a ellas a través de un API neutral y de alto nivel, permite gestionar el contenido de una ontología independientemente de la biblioteca o motor de almacenamiento y razonamiento que se esté utilizando. 
Lion corre en el entorno de programación Java. El objetivo de Lion es que representar una ontología de la misma forma, independientemente de la tecnología base utilizada para su gestión. Esto permite al programador abstraer los detalles de los detalles de implementación de la biblioteca utilizada a bajo nivel ayudando a desarrollar aplicaciones más versátiles y dinámicas que soprtan los cambios de motores de manera sencilla. Basta con modificar los parámetros de configuración para cambiar la tecnología que se utiliza para acceder y modificar el contenido de una ontología, sin la necesidad de realizar cambios en la aplicación final.
Al igual que el uso de motores de persistencia (como hibernate, toplink, hibatis, etc) permiten cambiar de motor de base de datos utilizado, el uso de Lion permite migrar de un motror de almacenamiento de ontologías a otro, de forma transparente y sin que repercuta en los resultados. Es posible intercambiar Sesame Jena, Topbraid, AllegroGraph etc de manera transparente. De esta manera es posible utilizar ontologías accedidas con diferentes herramientas en una misma aplicación y que su contenido sea explotado de la misma forma por el resto de la aplicación. 
Además, debido al alto nivel de abstracción del API, permite trabajar con ontologías evitándose la manipulación de elementos de bajo nivel.
Por estas razones lion es una biblioteca de especial interés para proyectos que pueden necesitar diferentes tecnologías para acceder a ontologías, y que necesitan disponer de un repositorio accedido a través de un API de alto nivel para facilitar el desarrollo.